# تفنتة
تَفِنتة أو اتْفِنتة أو (نقحرة: تْفنته) (بالهولندية: Twente، بالساكسونية الهولندية الدنيا: Twente. Tweante) هي منطقة غير إدارية في شرق هولندا، وتشمل الجزء الشرقي والأكثر تحضراً من مقاطعة أوفرآيسل. قد تكون تفنته بشكل كبير سميت على اسم قبيلة تاوهانتي الألمانية Tuihanti أو Tvihanti التي استقرت في المنطقة، وذكرها المؤرخ الروماني تاسيتس